# Ford Transit Chassis
Ford Transit Chassis — малотоннажный грузовой автомобиль, выпускаемый компанией Ford Motor Company с 2006 по 2016 год.

## Описание
Автомобиль Ford Transit Chassis комплектовался дизельным двигателем внутреннего сгорания Duratorq TDCi, оснащённым аккумуляторами Common-Rail и системой «старт-стоп». Двигатели соответствовали стандартам «ECOnetic Technologies».
Автомобиль дебютировал на американском континенте, в Мексике, предлагая более девяти различных моделей. Это была единственная страна на континенте, в которой на тот момент осуществлялись продажи Transit.
Ford заявил, что платформа Transit будет глобальной, действуя как замена для давно эксплуатируемой в Северной Америке серии Ford E-Series. Тем временем в 2010 году Ford представил на рынке США меньший чем Transit по размеру, технически неродственный Transit Connect.
Из-за его 4-цилиндровых дизельных двигателей, механической трансмиссии, меньшего веса и более аэродинамической конструкции Transit имеет значительно меньший расход топлива чем модели E-Series, которые опираются на V-образный 8-цилиндровый двигатель и автоматическую трансмиссию.
Новое поколение Transit было официально показано в январе 2013 года на автосалоне в Детройте. Transit нового поколения был разработан в рамках программы OneFord как глобальное транспортное средство подразделениями в Европе и Северной Америке. Среднеразмерные переднеприводные модификации прошлого поколения были заменены новой моделью Ford Transit/Tourneo Custom. Из-за проблем с поставками комплектующих производство автомобиля Ford Transit Chassis завершилось в 2016 году.
В отличие от базовой модели, автомобиль Ford Transit Chassis производился с правым рулём и продавался в Великобритании.

## Галерея

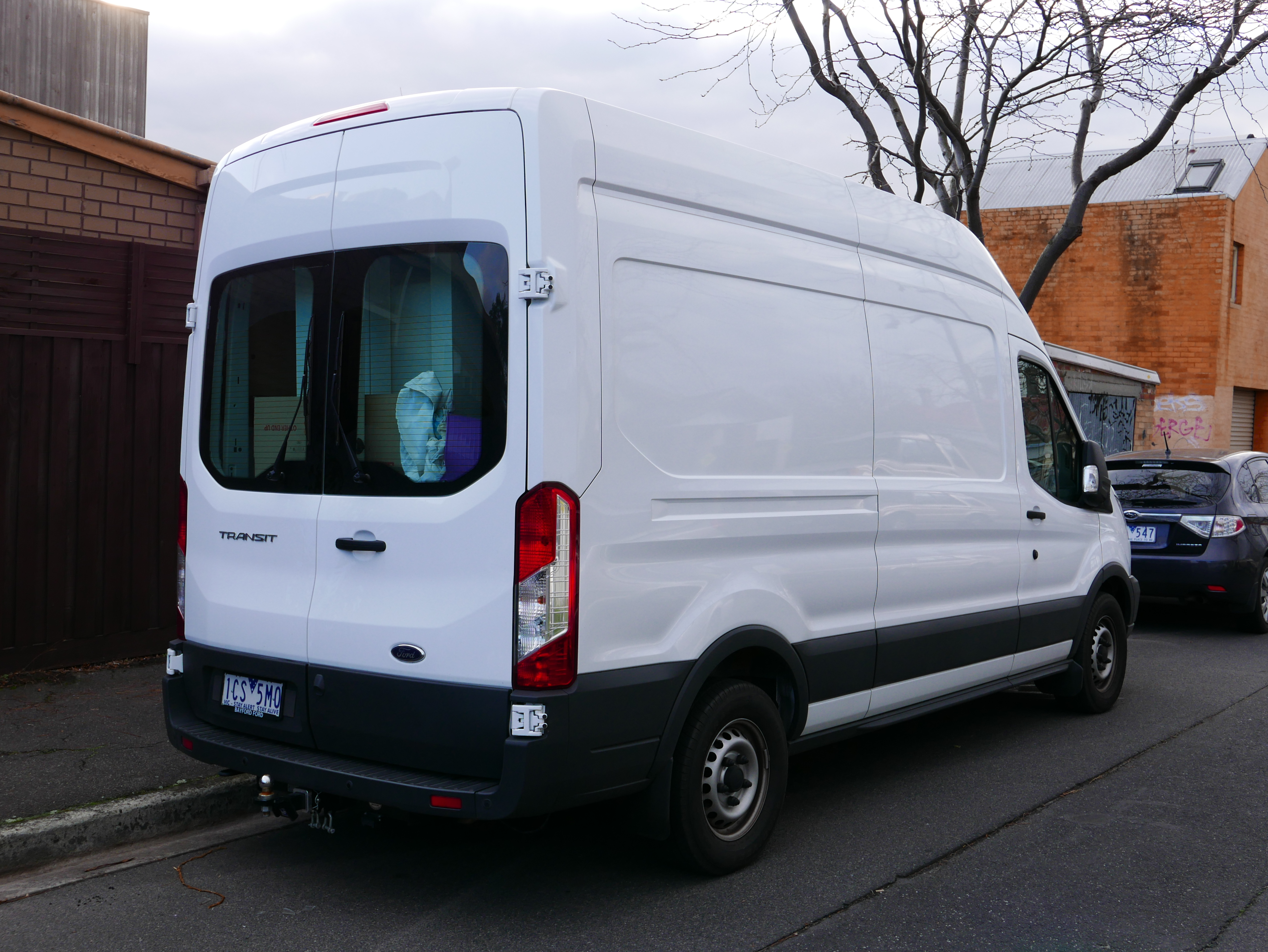
Ford Transit (VO) 350E
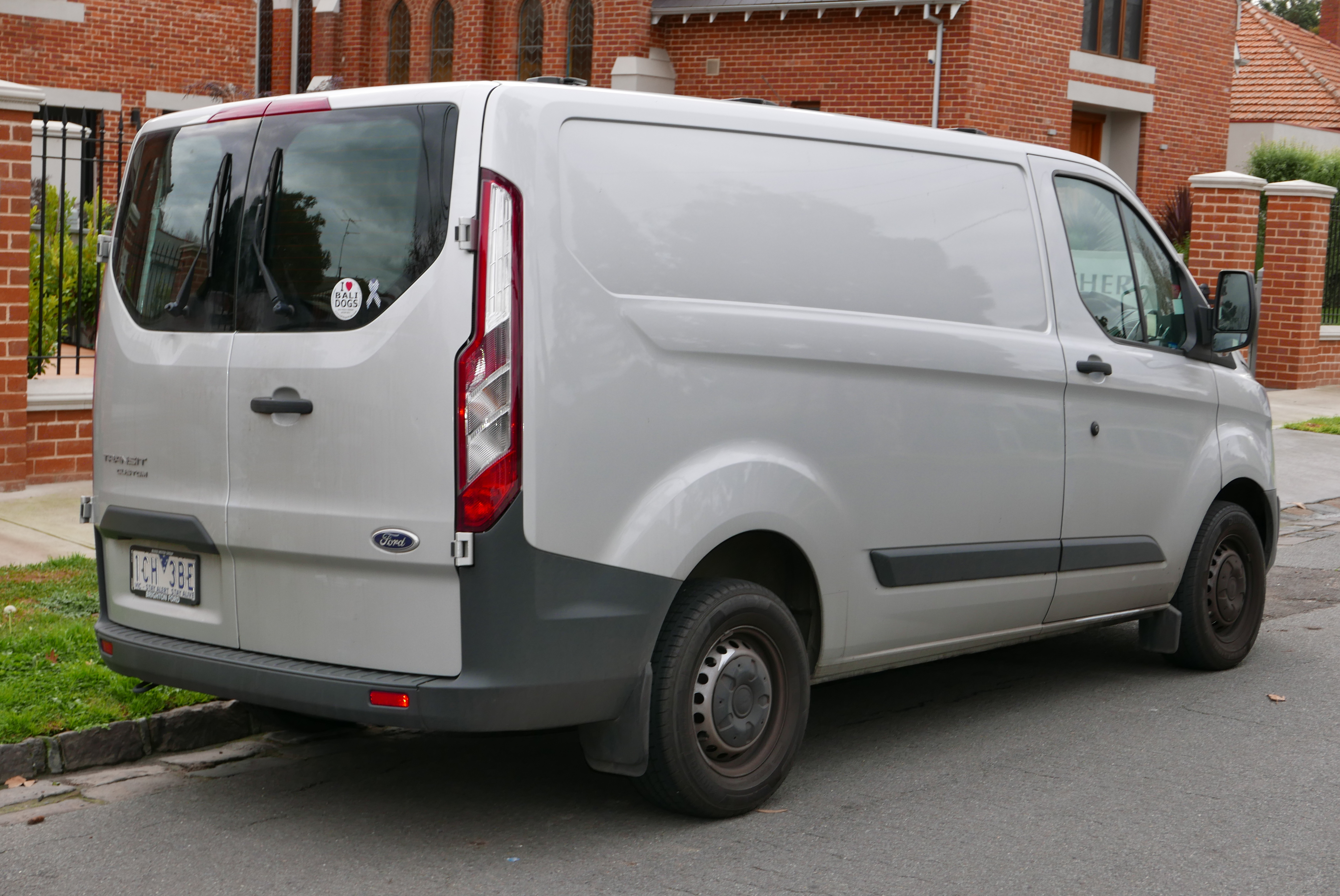
Ford Transit Custom (VN) 290S
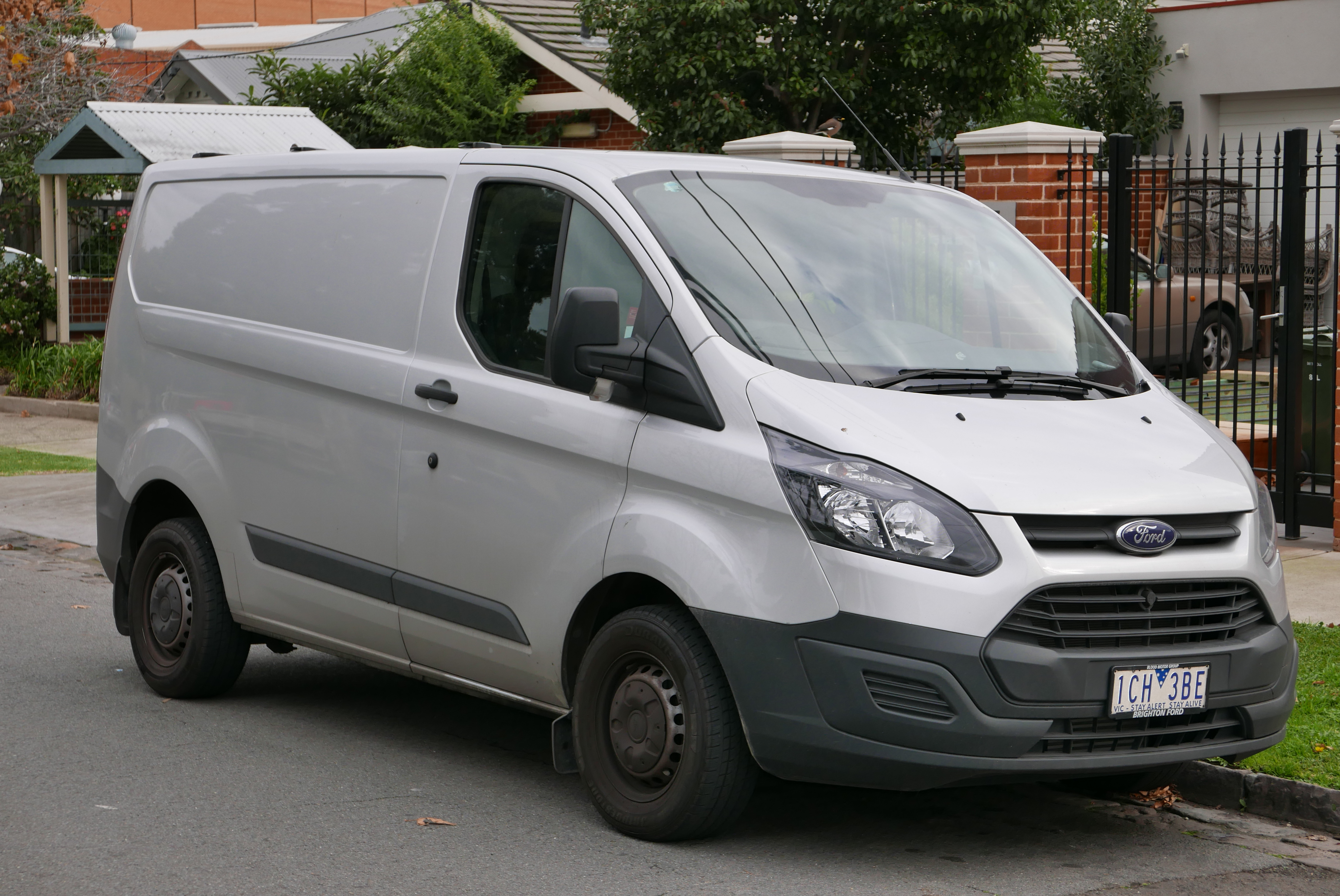
Ford Transit Custom (VN) 290S